# Grawitacja kwantowa
Grawitacja kwantowa – grawitacja opisana z zastosowaniem formalizmu mechaniki kwantowej. Model oddziaływań grawitacyjnych w bardzo małych skalach przestrzennych.
W chwili obecnej jest rozwijanych kilka teorii grawitacji kwantowej, m.in.:
- teoria strun
- grawitacja pętlowa

Możliwość eksperymentalnego sprawdzenia grawitacji kwantowej jest kwestią wysoce spekulatywną, jednak proponuje się doświadczenia w tej dziedzinie z wykorzystaniem splątania kwantowego czy makroskopowych stanów koherentnych.

## Oczekiwania i problemy
Jest to teoria, która może zunifikować mechanikę kwantową (wraz z elektromagnetyzmem, oddziaływaniami silnymi i słabymi) z ogólną teorią względności opisującą oddziaływania grawitacyjne.
Z teorią grawitacji kwantowej wiąże się zatem nadzieje, że będzie ona teorią unifikującą wszystkie znane oddziaływania (tzw. teoria wszystkiego). Teoria taka jest niezbędna do rozwiązania problemu dużych gęstości energii, czyli połączenia ogromnych mas z przestrzeniami o bardzo małych skalach, jak to miało miejsce podczas Wielkiego Wybuchu lub w czarnych dziurach.
Najpoważniejszym problemem jest ujednolicenie ogólnej teorii względności opisującej grawitację w makroskali z mechaniką kwantową opisującą oddziaływania fundamentalne w skali subatomowej. Dotychczas nie udało się skonstruować w pełni funkcjonalnej spójnej teorii grawitacji kwantowej, która przewidywałaby nowe zjawiska weryfikowalne doświadczalnie.